# FK Mladi radnik
A Mladi radnik (szerbül: Фудбалски клуб Млади радник, jelentése: Fiatal dolgozók Labdarúgóklub) szerb labdarúgócsapat, székhelye Pozsarevác városában található. Jelenleg a szerb másodosztályban szerepel.

## Korábbi elnevezései
- 1926–1928: Radnički

1928 óta jelenlegi nevén szerepel.

## Története
A klubot 1926-ban alapították, első említése ekkorra datálódik. Első mérkőzését az FK Pobeda ellen játszotta, első győzelmét pedig a Hajduk ellen könyvelhette el.
A szövetségnek 1929-ben lett tagja, ekkortól játszik a jugoszláv bajnokságban.
2009 nyarán jutott fel az első osztályba.

## Külső hivatkozások
- Hivatalos honlap (szerbül)